# Lepthyphantes acoreensis
Lepthyphantes acoreensis là một loài nhện trong họ Linyphiidae.
Loài này thuộc chi Lepthyphantes. Lepthyphantes acoreensis được Jörg Wunderlich miêu tả năm 1992.